# Acer pilosum
Acer pilosum é uma espécie de árvore do gênero Acer, pertencente à família Aceraceae.